# Estación de Cizur Mayor
Cizur Mayor o Cizurmayor era un apeadero ferroviario situado en el municipio español de Cizur Mayor en la comunidad foral de Navarra. Disponía de servicios de Media Distancia operados por Renfe. Se clausuró la estación en 2013 y en diciembre de ese mismo año se derribó la caseta ferroviaria.

## Situación ferroviaria
La estación se encuentra en el punto kilométrico 174,5 de la línea férrea Castejón de Ebro-Alsasua a 412 metros de altitud.

## Historia
La estación fue abierta al tráfico el 15 de septiembre de 1860 con la apertura del tramo Caparroso-Pamplona de la línea férrea que pretendía unir Zaragoza con Navarra por parte de la Compañía del Ferrocarril de Zaragoza a Pamplona. Esta última no tardaría en unirse con la compañía del ferrocarril de Zaragoza a Barcelona, dando lugar a la Compañía de los Ferrocarriles de Zaragoza a Pamplona y Barcelona. El 1 de abril de 1878 su mala situación económica la forzó a aceptar una fusión con Norte. En 1941, la nacionalización del ferrocarril en España supuso la integración de Norte en la recién creada RENFE.
Desde el 31 de diciembre de 2004 Renfe explota la línea mientras que Adif es la titular de las instalaciones ferroviarias.
En 2013 se clausuró la estación al dejar de dar servicios de media distancia. Desde 2002 a 2007 su caseta ferroviaria fue la sede de Asociación Navarra de Amigos del Ferrocarril, siendo derribada en diciembre de ese mismo año, 2013.

## Servicios ferroviarios

### Media Distancia
Hasta 2013 tenía un servicio de Media distancia de dos trenes diarios.